# Världsmästerskapet i ishockey för damer 2020
Världsmästerskapet i ishockey för damer 2020 var tänkt att bli den 22:e upplagan av turneringen och skulle ha avgjorts i Halifax och Truro i Kanada beträffande toppdivisionen. Den 7 mars 2020 beslutade International Ice Hockey Federation att ställa in turneringen på grund av det pågående coronavirusutbrottet. Kanada kommer dock att vara värd för 2021.

## Toppdivisionen
Turneringen skulle ha spelats i Halifax och Truro i Kanada.

### Lag som skulle deltagit
- Danmark – uppflyttat från Division I, grupp A, 2019
- Finland
- Japan
- Kanada – värd
- Ryssland
- Schweiz
- Tjeckien
- Tyskland
- Ungern – uppflyttat från Division I, grupp A, 2019
- USA

## Division I

### Grupp A
Turneringen skulle ha spelats i Angers, Frankrike mellan 12 och 18 april 2020.

#### Lag som skulle deltagit
- Frankrike – nedflyttat från Toppdivisionen, 2019, Värd
- Nederländerna – uppflyttat från division I grupp B 2019
- Norge
- Slovakien
- Sverige – nedflyttat från Toppdivisionen, 2019 (kommer inte att delta 2021 heller)
- Österrike

### Grupp B
Turneringen skulle ha spelats i Katowice, Polen mellan 28 mars - 3 april 2020

#### Lag som skulle deltagit
- Italien – nedflyttat från Division I, grupp A, 2019
- Kazakstan
- Kina
- Polen - Värd
- Slovenien – uppflyttat från division II grupp A 2019
- Sydkorea

## Division II

### Grupp A

#### Lag som skulle deltagit
- Kinesiska Taipei – uppflyttat från division II grupp B 2019
- Lettland – nedflyttat från Division I, grupp B, 2019
- Mexiko
- Nordkorea
- Storbritannien
- Spanien

### Grupp B

#### Lag som skulle deltagit
- Australien – nedflyttat från Division II, grupp A, 2019
- Island
- Kroatien
- Nya Zeeland
- Turkiet
- Ukraina – uppflyttat från division II B-kval 2019

## Division III
- Belgien
- Bulgarien
- Hongkong
- Rumänien – nedflyttat från Division II, grupp B, 2019
- Sydafrika
- Litauen

### Fotnoter
1. ↑  Steiss, Adam (7 mars 2020). ”Women’s Worlds cancelled” (på engelska). International Ice Hockey Federation. https://www.iihf.com/en/events/2020/ww/news/18296/women%e2%80%99s-worlds-cancelled. Läst 8 mars 2020.
2. ↑  ”Halifax, Truro to host 2020 Women's Worlds”. TSN. https://www.tsn.ca/halifax-truro-to-host-2020-women-s-worlds-1.1200790. Läst 28 april 2019.
3. 1 2  ”IIHF - Tournaments” (på engelska). IIHF International Ice Hockey Federation. https://www.iihf.com/en/tournaments?tournamentType=WW&selectedSeason=2020&tournamentCategory=worlds. Läst 4 januari 2020.